# 15851 Chrisfleming
15851 Chrisfleming eller 1996 AD10 är en asteroid i huvudbältet som upptäcktes den 13 januari 1996 av Spacewatch vid Kitt Peak-observatoriet. Den är uppkallad efter amatörastronomen Christopher Edward John Flemin.
Asteroiden har en diameter på ungefär 7 kilometer och den tillhör asteroidgruppen Eunomia.